# Dysoptus sparsimaculatus
Dysoptus sparsimaculatus là một loài bướm đêm thuộc họ Arrhenophanidae. Nó là loài duy nhất được tìm thấy ở three montane sites in miền bắc Venezuela.
Chiều dài cánh trước là 4.6–5 mm đối với con đực. Con trưởng thành bay vào tháng 1, tháng 4 and tháng 8.